# Coelostylodon
Coelostylodon és un gènere extint de mamífers notoungulats de la família dels isotèmnids que visqueren a Sud-amèrica durant l'Eocè, fa entre 38 i 41,3 milions d'anys. Se n'han trobat restes fòssils a la província argentina de Chubut. Els representants d'aquest grup eren notoungulats primitius dotats d'una dentadura completa. Tenien les dents postcanines de tipus braquidont. El nom genèric Coelostylodon significa ‘dent de pilar buida’, tot i que fou elegit sobretot per evocar la seva anterior adscripció a Acoelodus i la seva semblança a Pleurostylodon.